# Адміністративний устрій Перемишлянського району
Адміністративний устрій Перемишлянського району — адміністративно-територіальний устрій Перемишлянського району Львівської області на 2 міські ради та 27 сільських рад, які об'єднують 89 населених пунктів і підпорядковані Перемишлянській районній раді. Адміністративний центр — місто Перемишляни, яке є містом обласного значення та не входить до складу району.

## Список радПеремишлянського району
| №  | Назва                           | Центр               | Населені пункти                                                                | Площа км² | Місце за площею | Населення (2001), осіб. | Місце за населенням |
| -- | ------------------------------- | ------------------- | ------------------------------------------------------------------------------ | --------- | --------------- | ----------------------- | ------------------- |
| 1  | Бібрська міська рада            | м. Бібрка           | м. Бібрка с. Шпильчина                                                         | 5,12      |                 | 4482                    |                     |
| 2  | Перемишлянська міська рада      | м. Перемишляни      | м. Перемишляни                                                                 | 4,65      |                 | 7565                    |                     |
| 3  | Бачівська сільська рада         | с. Бачів            | с. Бачів                                                                       | 3,12      |                 | 569                     |                     |
| 4  | Білецька сільська рада          | с. Біле             | с. Біле с. Новосілки с. Хомина                                                 | 7,01      |                 | 1188                    |                     |
| 5  | Болотнянська сільська рада      | с. Болотня          | с. Болотня с. Заставки-Яблунів с. Рівна с. Рубче                               | 2,99      |                 | 788                     |                     |
| 6  | Борщівська сільська рада        | с. Борщів           | с. Борщів с. Виписки с. Ладанці с. Пнятин                                      | 11,02     |                 | 2252                    |                     |
| 7  | Брюховицька сільська рада       | с. Брюховичі        | с. Брюховичі с. Білка с. Костенів                                              | 6,03      |                 | 1360                    |                     |
| 8  | Великоглібовицька сільська рада | с. Великі Глібовичі | с. Великі Глібовичі с. Волощина с. Підмонастир                                 | 10,17     |                 | 2991                    |                     |
| 9  | Вишнівчицька сільська рада      | с. Вишнівчик        | с. Вишнівчик с. Камінна с. Лонівка с. Плеників                                 | 7,64      |                 | 869                     |                     |
| 10 | Вовківська сільська рада        | с. Вовків           | с. Вовків с. Брикун с. Малий Полюхів с. Мерещів с. Плетеничі                   | 7,18      |                 | 1534                    |                     |
| 11 | Добряницька сільська рада       | с. Добряничі        | с. Добряничі с. Плоска с. Тучне                                                | 4,54      |                 | 782                     |                     |
| 12 | Дунаївська сільська рада        | с. Дунаїв           | с. Дунаїв с. Курний с. Підсмереки с. Смереківка с. Тернівка                    | 8,04      |                 | 1101                    |                     |
| 13 | Дусанівська сільська рада       | с. Дусанів          | с. Дусанів                                                                     | 6,18      |                 | 690                     |                     |
| 14 | Іванівська сільська рада        | с. Іванівка         | с. Іванівка                                                                    | 3,18      |                 | 535                     |                     |
| 15 | Кореличівська сільська рада     | с. Кореличі         | с. Кореличі с. Прибинь                                                         | 3,18      |                 | 1188                    |                     |
| 16 | Коросненська сільська рада      | с. Коросне          | с. Коросне с. Затемне с. Сивороги с. Унів                                      | 9,73      |                 | 1734                    |                     |
| 17 | Лагодівська сільська рада       | с. Лагодів          | с. Лагодів                                                                     | 3,72      |                 | 758                     |                     |
| 18 | Ланівська сільська рада         | с. Лани             | с. Лани с. Благодатівка с. Гончарів с. Любешка с. Сірники                      | 9         |                 | 1965                    |                     |
| 19 | Липовецька сільська рада        | с. Липівці          | с. Липівці с. Лоні                                                             | 9,54      |                 | 1376                    |                     |
| 20 | Осталовицька сільська рада      | с. Осталовичі       | с. Осталовичі с. Розсохи с. Утіховичі                                          | 5,97      |                 | 1476                    |                     |
| 21 | Подусівська сільська рада       | с. Подусів          | с. Подусів                                                                     | 1,97      |                 | 611                     |                     |
| 22 | Подусільнянська сільська рада   | с. Подусільна       | с. Подусільна                                                                  | 3,25      |                 | 316                     |                     |
| 23 | Романівська сільська рада       | с. Романів          | с. Романів с. Підгородище с. Під'ярків с. Селиська                             | 12,85     |                 | 2377                    |                     |
| 24 | Свірзька сільська рада          | с. Свірж            | с. Свірж с. Глібовичі с. Грабник с. Задубина с. Копань с. Мивсева с. Підвисоке | 11,78     |                 | 1841                    |                     |
| 25 | Станимирська сільська рада      | с. Станимир         | с. Станимир с. Ганачівка                                                       | 4,7       |                 | 1176                    |                     |
| 26 | Стрілківська сільська рада      | с. Стрілки          | с. Стрілки с. Вілявче с. Волове с. Малі Ланки с. Мостище с. Стоки              | 8,78      |                 | 2209                    |                     |
| 27 | Суходільська сільська рада      | с. Суходіл          | с. Суходіл с. Вільховець с. Лопушна                                            | 7,26      |                 | 1159                    |                     |
| 28 | Ушковичівська сільська рада     | с. Ушковичі         | с. Ушковичі с. Кимир с. Неділиська с. Чуперносів                               | 9,63      |                 | 1458                    |                     |
| 29 | Чемеринецька сільська рада      | с. Чемеринці        | с. Чемеринці с. Гуральня с. Кузубатиця с. Кучерівка                            | 8,89      |                 | 1209                    |                     |

* Примітки: м. — місто, смт — селище міського типу, с. — село, с-ще — селище